# Andre Kona N'Gole
Andre Kona N'Gole (Lubumbashi, Zaire, 16 de junio de 1970) es un exfutbolista y entrenador de fútbol de Zaire que jugaba en la posición de delantero centro. Actualmente es el entrenador del FC Étoile du Kivu de la Linafoot.

## Carrera

### Club
| Periodo   | Club           |
| --------- | -------------- |
| 1991-1992 | FC Lubumbashi  |
| 1993      | SM Bibiche     |
| 1993      | Jomo Cosmos    |
| 1993–1996 | Gençlerbirliği |
| 1996–1999 | Antalyaspor    |
| 1999–2001 | Gençlerbirliği |
| 2001–2002 | Diyarbakırspor |
| 2002–2003 | Istanbulspor   |

### Selección nacional
Jugó para Zaire en 11 ocasiones de 1991 a 1996 y anotó tres goles; participó en dos ediciones de la Copa Africana de Naciones.

### Entrenador
| Periodo | Club              |
| ------- | ----------------- |
| 2022-   | FC Étoile du Kivu |

## Logros
- Copa de Turquía (1): 2001